# 格朗维利耶
格朗维利耶（法語：Grandvilliers，法語發音：[ɡʁɑ̃vilje]或 [ɡʁɑ̃vije]），法国北部城市，上法兰西大区瓦兹省的一个市镇，隶属于博韦区，其市镇面积为6.64平方公里，2022年1月1日时人口数量为2,761人，在法国城市中排名第3,982位。
格朗维利耶位于瓦兹省西北部，博韦西地区北部，是一个区域性的中心市镇，多条公路在此交汇。

## 地名来源
根据当地官方网站的论述，“Grandvilliers”一名可能与当地古典时期的一座大型城池有关，该城池与公元5世纪被匈人烧毁，不过当地并未发现相关遗迹。

## 历史

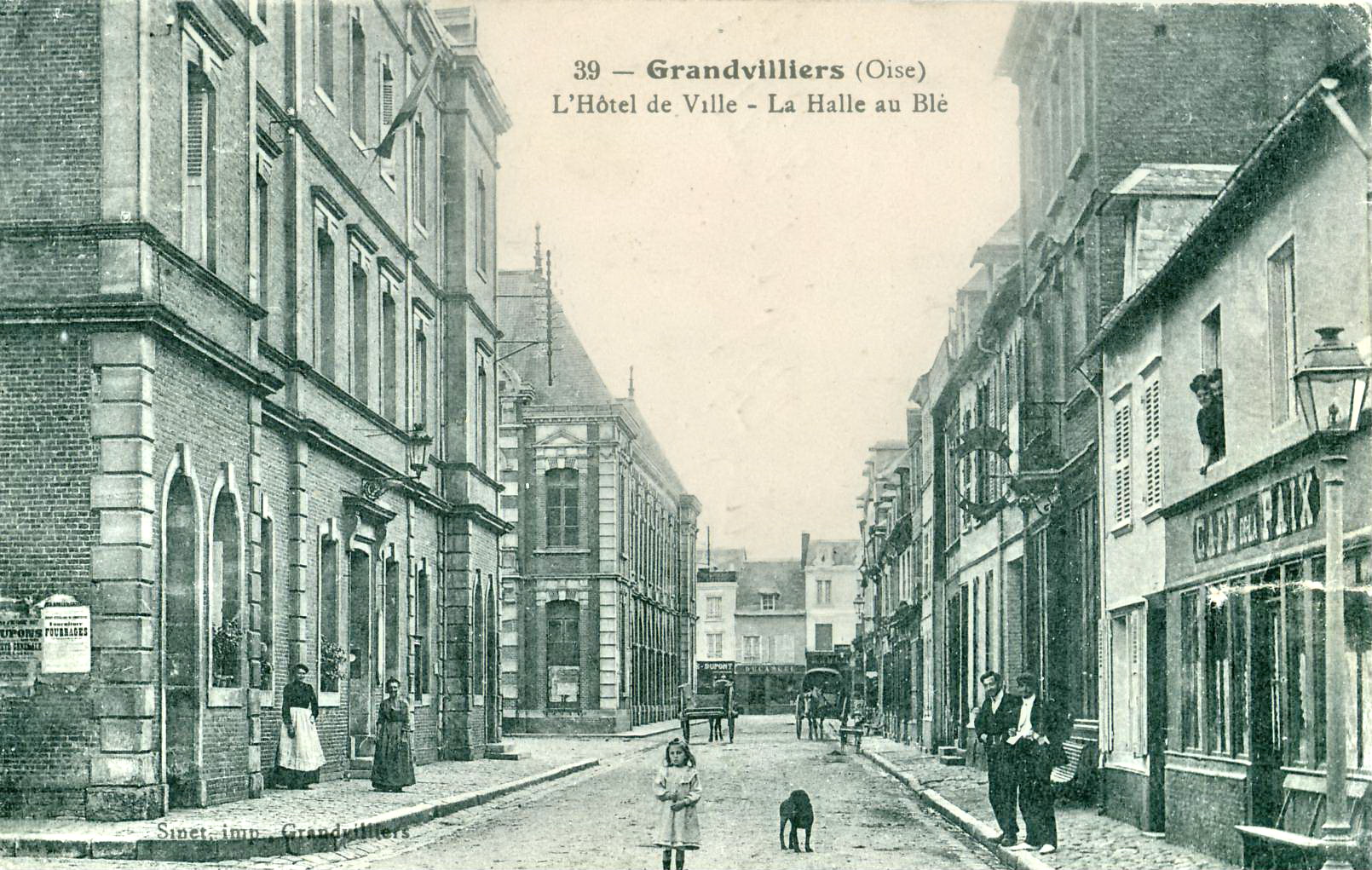
20世纪初的格朗维利耶

格朗维利耶的早期历史尚不清楚。根据当地官方网站的论述，格朗维利耶最初的有确切记载的历史可追溯至公元13世纪，彼时该区域被称为“Granuillari”，是博韦圣吕西安修道院的一处领地。为应对当地人口数量的增加，博韦主教与修道院院长于1212年5月联合签署了关于开辟格朗维利耶作为新村落的宪章。中世纪末，格朗维利耶逐渐发展成为一个区域性的商业集镇。1680年（一说1683年）9月2日，格朗维利耶发生特大火灾，其城池内的主要建筑几乎完全被烧毁。法国大革命后，格朗维利耶成为瓦兹省的一个市镇，并在1790至1795年间为该省的一个地区行署。工业革命期间，途经格朗维利耶的埃皮奈-维勒塔讷斯—勒特雷波尔-梅尔斯铁路建成通车。1910年9月，法军曾在格朗维利耶附近举办大型军事演习。第二次世界大战期间，格朗维利耶于1940年6月6日至8日间遭到纳粹的轰炸，造成当地163间房屋倒塌。1944年，格朗维利耶再次遭到空袭。战后，格朗维利耶于1956年完成重建。1985年1月9日，格朗维利耶的一处敬老院发生特大火灾，造成24人遇难，事发后法国总统弗朗索瓦·密特朗曾前往现场。新的敬老院于1989年建成。

## 地理

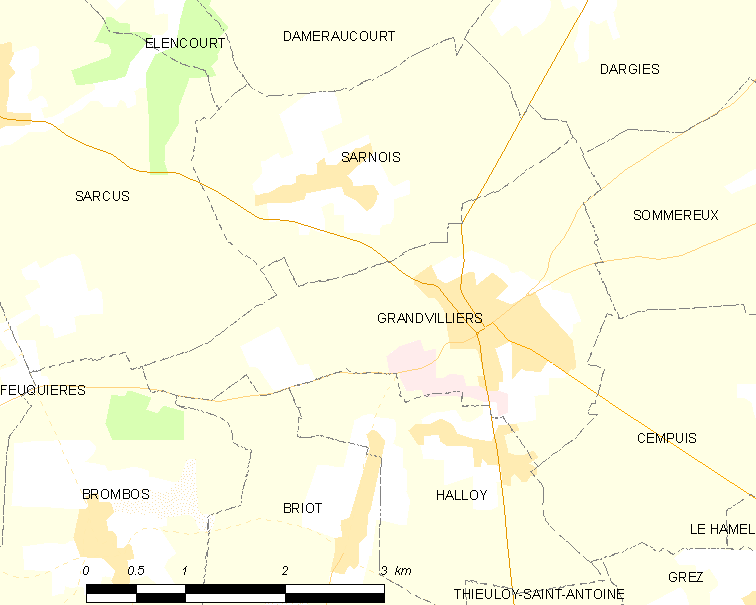
格朗维利耶市镇范围地图

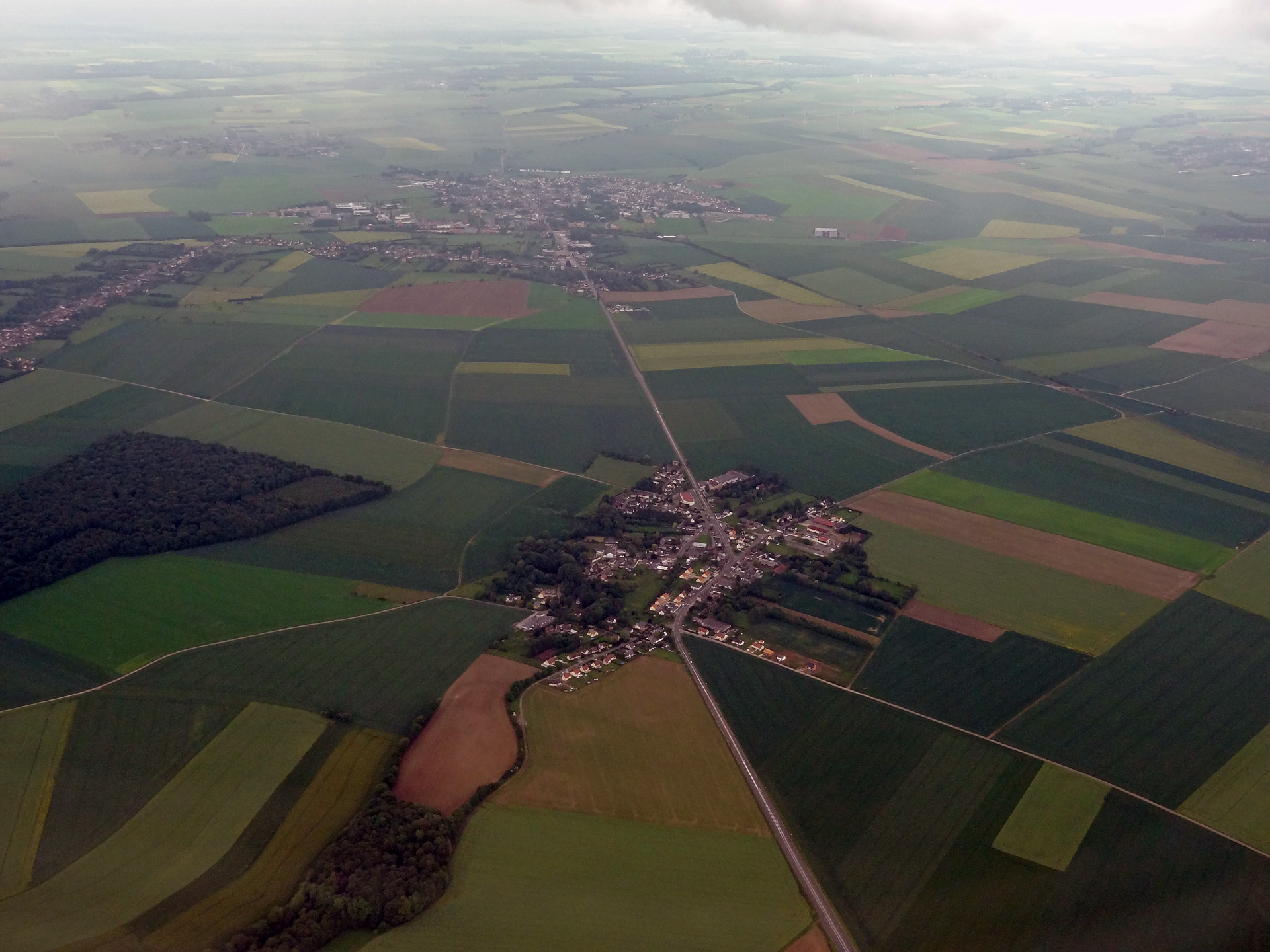
格朗维利耶附近航拍

格朗维利耶位于法国北部，上法兰西大区南部和瓦兹省西北部，距离省会博韦大约31公里。与格朗维利耶接壤的市镇包括：阿卢瓦、萨尔屈、萨尔努瓦、达尔日、布里奥、布龙博、索默勒和桑皮。

### 地形
格朗维利耶位于皮卡第平原腹地，境内以平原为主，市镇中心地势平坦，全境海拔在177到204米之间。

### 水文
格朗维利耶位于索姆河流域范围内，其市镇范围内无大型天然地表径流及水域分布。

### 植被
格朗维利耶属于温带阔叶混交林区，林地散落分布于镇中心部分街区，周边则多开发为农业用地。
在鲜花城市的评比中，格朗维利耶被评为2星级鲜花城市。

### 气候
格朗维利耶在柯本气候分类法中属于温带海洋性气候（Cfb）。
距离格朗维利耶最近的常年气象站位于松容境内，以下为该气象站的数据（其中日照数据取自博韦-蒂耶机场）：
| 松容 1981年－2019年 | 松容 1981年－2019年 | 松容 1981年－2019年 | 松容 1981年－2019年 | 松容 1981年－2019年 | 松容 1981年－2019年 | 松容 1981年－2019年 | 松容 1981年－2019年 | 松容 1981年－2019年 | 松容 1981年－2019年 | 松容 1981年－2019年 | 松容 1981年－2019年 | 松容 1981年－2019年 | 松容 1981年－2019年 |
| 月份                | 1月                 | 2月                 | 3月                 | 4月                 | 5月                 | 6月                 | 7月                 | 8月                 | 9月                 | 10月                | 11月                | 12月                | 全年                |
| ------------------- | ------------------- | ------------------- | ------------------- | ------------------- | ------------------- | ------------------- | ------------------- | ------------------- | ------------------- | ------------------- | ------------------- | ------------------- | ------------------- |
| 历史最高温 °C（°F） | 15.2 (59.4)         | 22 (72)             | 25 (77)             | 29.9 (85.8)         | 32.9 (91.2)         | 35.3 (95.5)         | 38.7 (101.7)        | 37.1 (98.8)         | 32.2 (90.0)         | 26.1 (79.0)         | 22.1 (71.8)         | 17.1 (62.8)         | 38.7 (101.7)        |
| 平均高温 °C（°F）   | 6.3 (43.3)          | 7.2 (45.0)          | 11 (52)             | 13.8 (56.8)         | 18.1 (64.6)         | 20.7 (69.3)         | 23.6 (74.5)         | 23.8 (74.8)         | 19.8 (67.6)         | 15.2 (59.4)         | 9.9 (49.8)          | 7 (45)              | 14.7 (58.5)         |
| 日均气温 °C（°F）   | 3.2 (37.8)          | 3.4 (38.1)          | 6.6 (43.9)          | 8.5 (47.3)          | 12.5 (54.5)         | 15.2 (59.4)         | 17.6 (63.7)         | 17.5 (63.5)         | 14.3 (57.7)         | 10.6 (51.1)         | 6.2 (43.2)          | 4.1 (39.4)          | 10 (50)             |
| 平均低温 °C（°F）   | 0.1 (32.2)          | −0.4 (31.3)         | 2.1 (35.8)          | 3.2 (37.8)          | 6.9 (44.4)          | 9.7 (49.5)          | 11.6 (52.9)         | 11.2 (52.2)         | 8.7 (47.7)          | 6.1 (43.0)          | 2.6 (36.7)          | 1.2 (34.2)          | 5.3 (41.5)          |
| 历史最低温 °C（°F） | −20.6 (−5.1)        | −19.9 (−3.8)        | −13 (9)             | −6.8 (19.8)         | −5.8 (21.6)         | −1 (30)             | 0 (32)              | 1 (34)              | −1.9 (28.6)         | −6.2 (20.8)         | −11 (12)            | −14.5 (5.9)         | −20.6 (−5.1)        |
| 平均降水量 mm（）   | 80.7 (3.18)         | 57.9 (2.28)         | 65.9 (2.59)         | 56.6 (2.23)         | 64.3 (2.53)         | 62.2 (2.45)         | 66.5 (2.62)         | 58.8 (2.31)         | 63.4 (2.50)         | 79.7 (3.14)         | 75.4 (2.97)         | 89.8 (3.54)         | 821.2 (32.33)       |
| 月均日照時數        | 65.2                | 76.7                | 124                 | 171.5               | 198.9               | 211.8               | 217.4               | 210.1               | 162                 | 112.2               | 66.9                | 52.6                | 1,669.3             |
| 来源：infoclimat.fr |                     |                     |                     |                     |                     |                     |                     |                     |                     |                     |                     |                     |                     |

## 行政区划
格朗维利耶的市镇编号为60286，邮政编号为60210。
在行政管理方面，格朗维利耶隶属于法国上法兰西大区瓦兹省博韦区；在地方选举方面，格朗维利耶是格朗维利耶县的中央投票站所在地，其市镇范围全境被划入瓦兹省第二选区；在社会管理方面，格朗维利耶是绿色皮卡第市镇公共社区的办公驻地。
截至2023年11月，格朗维利耶市镇范围内的暂无城市敏感街区及城市政策优先街区。
法国国家统计与经济研究所（简称）在进行数据统计时，将格朗维利耶及相邻的另外两个市镇设为格朗维利耶城市核心区（Unité urbaine de Grandvilliers），未将格朗维利耶划入任何城市区（Aire urbaine）。自2020年起，格朗维利耶被划入包含162个市镇的博韦城市辐射区。此外，还将格朗维利耶市镇整体看作一个“块区”（IRIS），以便于统计人口分布情况。

## 交通

### 公路
瓦兹省省道D108线、D119线、D124线、D151线、D315线、D538线和D901线在格朗维利耶境内交汇。上法兰西大区下属的瓦兹省城际客运集市专线625线和校车6103线、6113线、6124线、6125线经停格朗维利耶，可前往博韦、欧马勒、弗基耶尔等地。
| 16 | 23 |

| 博韦 | 31 |

| 马赛昂博韦西 | 10 |

| 阿迪维莱 | 24 |

2020年，65.5%的格朗维利耶家庭拥有至少一辆私人汽车。2021年，格朗维利耶境内共发生各类交通事故1起，造成1人重伤。

### 铁路

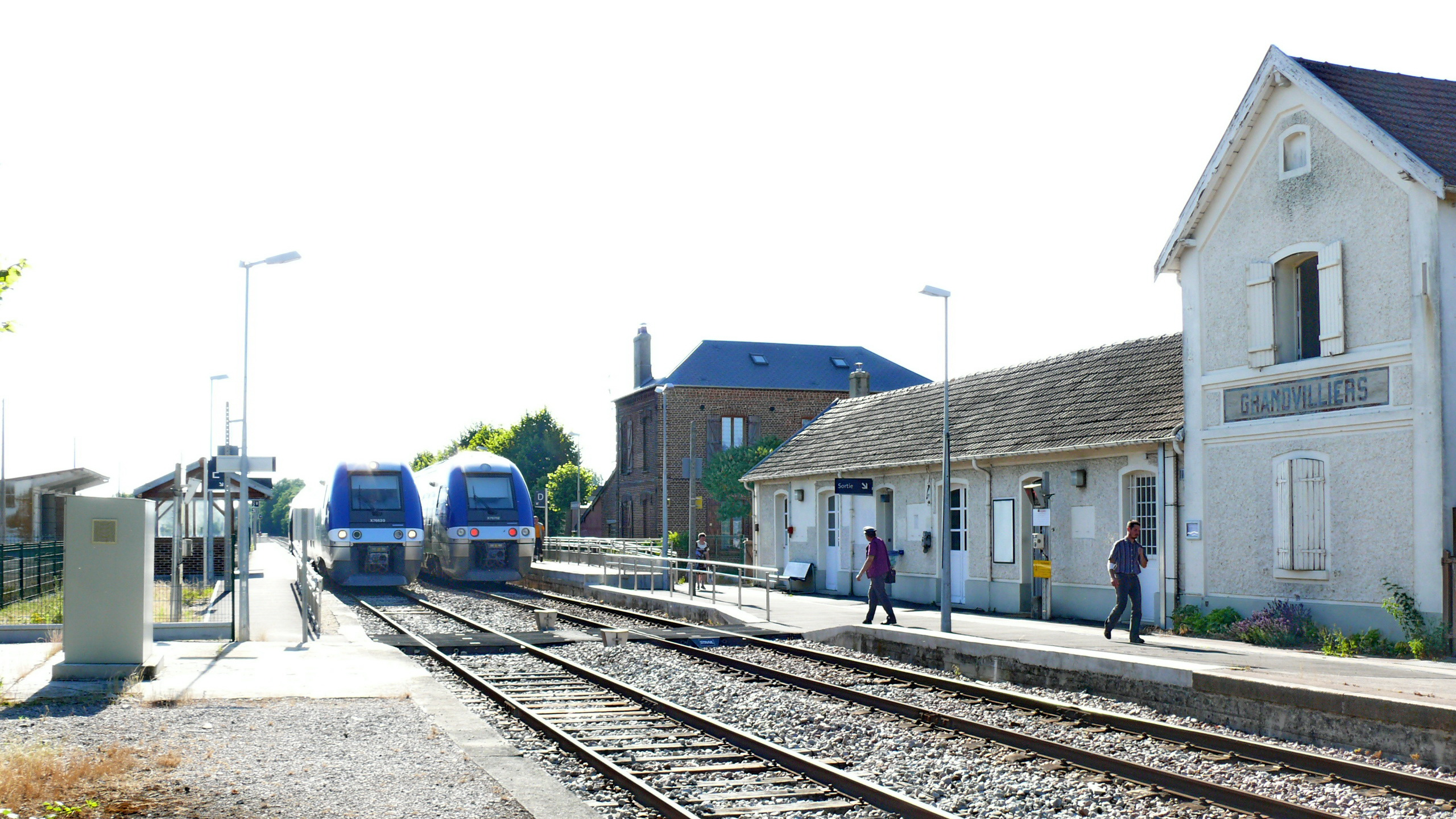
格朗维利耶火车站的站台

格朗维利耶位于埃皮奈-维勒塔讷斯—勒特雷波尔-梅尔斯铁路上。格朗维利耶站位于市区南部，停靠往返于博韦和勒特雷波尔一线的区域列车，部分班次可直通克雷伊。

### 航空
距离格朗维利耶最近的民用航空站为30公里外的博韦-蒂耶机场。

### 城市公共交通
截止2023年11月，格朗维利耶暂无城市公共交通系统。

## 政治

### 市政内阁

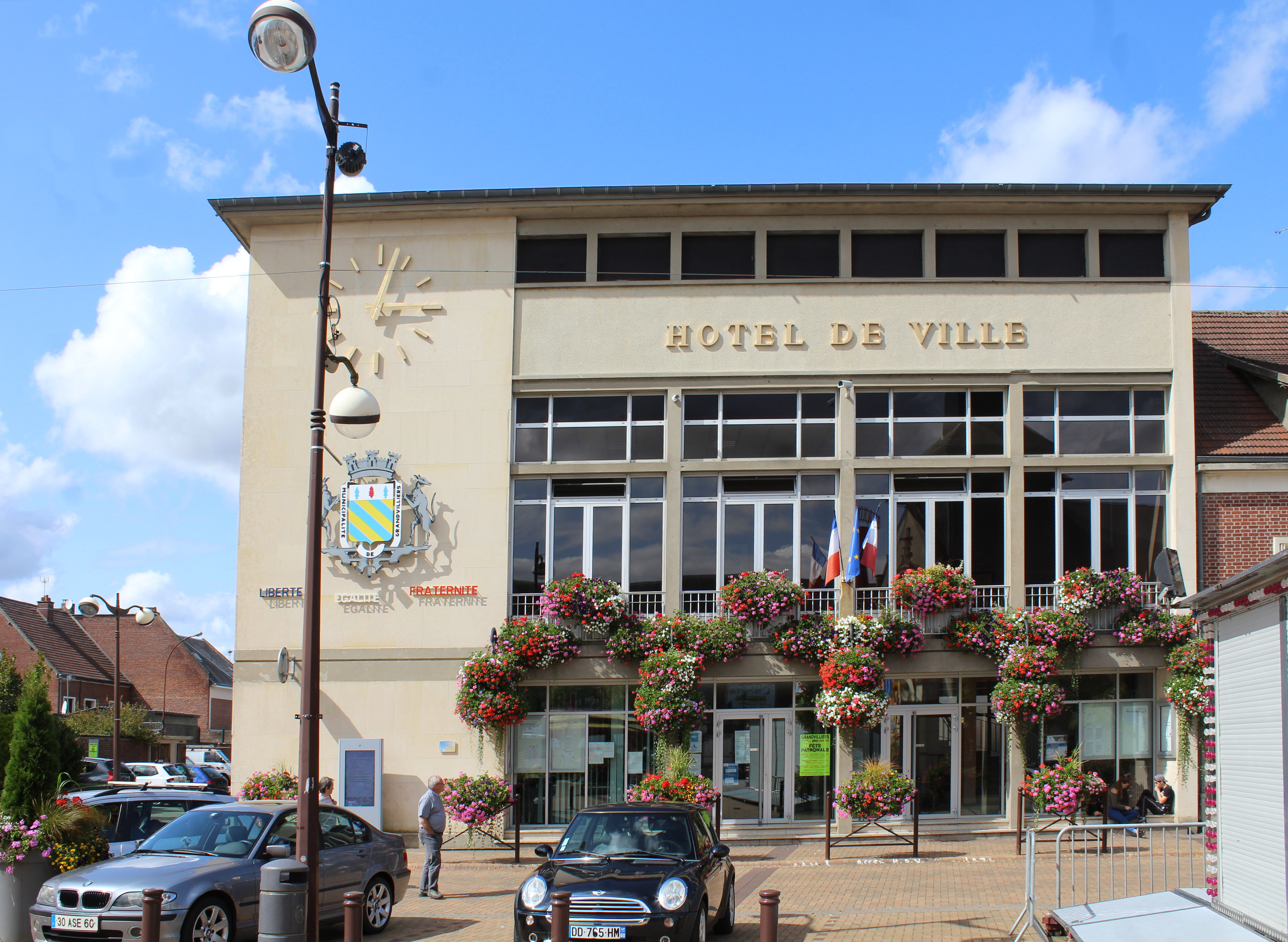
格朗维利耶市政厅

格朗维利耶的现任市长为雅克·拉尔谢先生（Macques LARCHER），他是一名右翼无党派人士，在2020年的市政选举中获得了100.00%的支持率（无其他候选人）。
| 格朗维利耶历届市长 | 格朗维利耶历届市长             | 格朗维利耶历届市长                 |
| 任期               | 市长                           | 党派                               |
| ------------------ | ------------------------------ | ---------------------------------- |
| 1944年－1947年     | Frédéric PETIT 弗雷德里克·珀蒂 | 不详                               |
| 1947年－1948年     | Fernand LEMAIRE 费尔南·勒迈尔  | 不详                               |
| 1948年－1977年     | Maurice GORÉ 莫里斯·戈雷       | 不详                               |
| 1977年－1979年     | André BOURDON 安德烈·布尔东    | 不详                               |
| 1979年－2001年     | Guy BOUVIER 居伊·布维耶        | DVD右翼无党派人士 →UMP人民运动联盟 |
| 2001年－           | Jacques LARCHER 雅克·拉尔谢    | DVD右翼无党派人士                  |

### 各级选举
| 格朗维利耶历届投票选举结果 | 格朗维利耶历届投票选举结果 | 格朗维利耶历届投票选举结果 | 格朗维利耶历届投票选举结果 | 格朗维利耶历届投票选举结果        | 格朗维利耶历届投票选举结果 | 格朗维利耶历届投票选举结果 | 格朗维利耶历届投票选举结果        | 格朗维利耶历届投票选举结果 | 格朗维利耶历届投票选举结果 |
| 选举项目                   | 选举范围                   | 选区单位                   | 选区单位内的选举结果       | 选区单位内的选举结果              | 选区单位内的选举结果       | 选区单位内的选举结果       | 选区单位内的选举结果              | 选区单位内的选举结果       | 参考资料                   |
| 选举项目                   | 选举范围                   | 选区单位                   | 第一轮胜出者               | 第一轮胜出者                      | 支持率                     | 第二轮胜出者               | 第二轮胜出者                      | 支持率                     | 参考资料                   |
| -------------------------- | -------------------------- | -------------------------- | -------------------------- | --------------------------------- | -------------------------- | -------------------------- | --------------------------------- | -------------------------- | -------------------------- |
| 2017年法國總統選舉         | 法國                       | 市镇                       |                            | 玛丽娜·勒庞                       | 38.18%                     |                            | 玛丽娜·勒庞                       | 54.7%                      | [ 28 ]                     |
| 2017年法国立法选举         | 瓦兹省第二选区             | 市镇                       |                            | 阿涅丝·蒂尔                       | 29.68%                     |                            | 阿涅丝·蒂尔                       | 52.9%                      | [ 28 ]                     |
| 2019年欧洲议会选举         | 法國                       | 市镇                       |                            | 若尔丹·巴尔代拉                   | 41.69%                     | （不适用）                 | （不适用）                        | （不适用）                 | [ 30 ]                     |
| 2021年法国省级选举         | 瓦兹省                     | 县                         |                            | 马尔蒂娜·博尔戈 帕斯卡尔·韦尔贝克 | 48.43%                     |                            | 马尔蒂娜·博尔戈 帕斯卡尔·韦尔贝克 | 66.17%                     | [ 31 ]                     |
| 2021年法国省级选举         | 瓦兹省                     | 市镇                       |                            | 马尔蒂娜·博尔戈 帕斯卡尔·韦尔贝克 | 46.8%                      |                            | 马尔蒂娜·博尔戈 帕斯卡尔·韦尔贝克 | 63.06%                     | [ 31 ]                     |
| 2021年法国大区选举         | 上法蘭西大區               | 市镇                       |                            | 格扎维埃·贝特朗                   | 47.38%                     |                            | 格扎维埃·贝特朗                   | 55.97%                     | [ 32 ]                     |
| 2022年法国总统选举         | 法國                       | 市镇                       |                            | 玛丽娜·勒庞                       | 44.05%                     |                            | 玛丽娜·勒庞                       | 61.48%                     | [ 28 ]                     |
| 2022年法国立法选举         | 瓦兹省第二选区             | 市镇                       |                            | 菲利普·巴拉尔                     | 38.77%                     |                            | 菲利普·巴拉尔                     | 59.37%                     | [ 28 ]                     |

## 人口
2020年，格朗维利耶市镇人口数量为2,793，在法国排名第3,982位。其中男性1,269人，女性1,524人，75岁及以上人口占13.7%，外籍人口数量为49人，人口密度为421人/平方公里，当地居民被称为Grandvillois（男性）或Grandvilloises（女性）。2021年，格朗维利耶境内出生32人，死亡人口73人。
| 格朗维利耶1901年－2020年人口变化情况 |
|                                      |
| 数据来源：Cassini、INSEE             |

## 经济

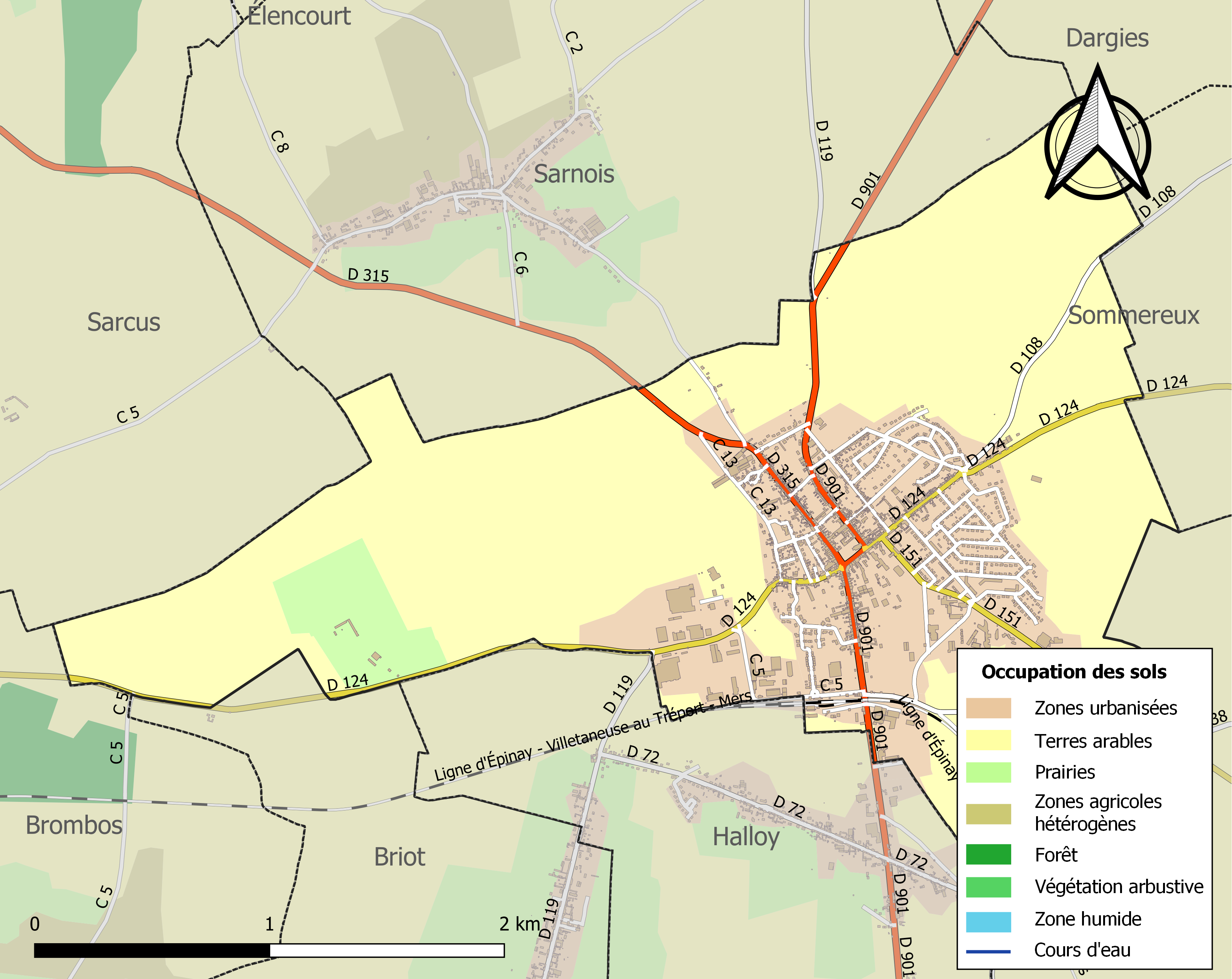
格朗维利耶土地利用情况地图

格朗维利耶是一个区域性的中心城市。截至2023年11月，格朗维利耶市镇范围内共有各类用人单位（包含自雇）363家，平均历史为19年，其中98.98%为中小型企业（PME），2023年9月至11月间，当地的经济活力指数为0.84%。（包装）、（大型零售）及（餐饮）是当地2021年营业额最高的三个企业，分别为26,015,774欧元、21,847,154欧元和2,594,310欧元。

## 财政与居民收入
2021年，格朗维利耶的财政收入总额为2,183,030欧元，财政支出总额为1,836,260欧元，当年的债务总额为994,930欧元。2021年，格朗维利耶市镇通过增值税获得311,180欧元的收入，此外当地还共获得了333,990欧元的国家直接财政补助。
2019年，格朗维利耶的人均月收入总额为1,946欧元，其中高级职员为3,701欧元，低于法国平均水平（4,230欧元）；中级职员为2,238欧元，低于法国平均水平（2,411欧元）；普通职员为1,643欧元，亦低于法国平均水平（1,740欧元）。
2020年，格朗维利耶境内的贫困率为20%，青壮年（15至64岁）失业率为22.7%；2022年，当地31.6%的家庭拥有纳税资格，平均纳税2,288欧元，低于法国平均水平（4,393欧元）。

## 社会事务

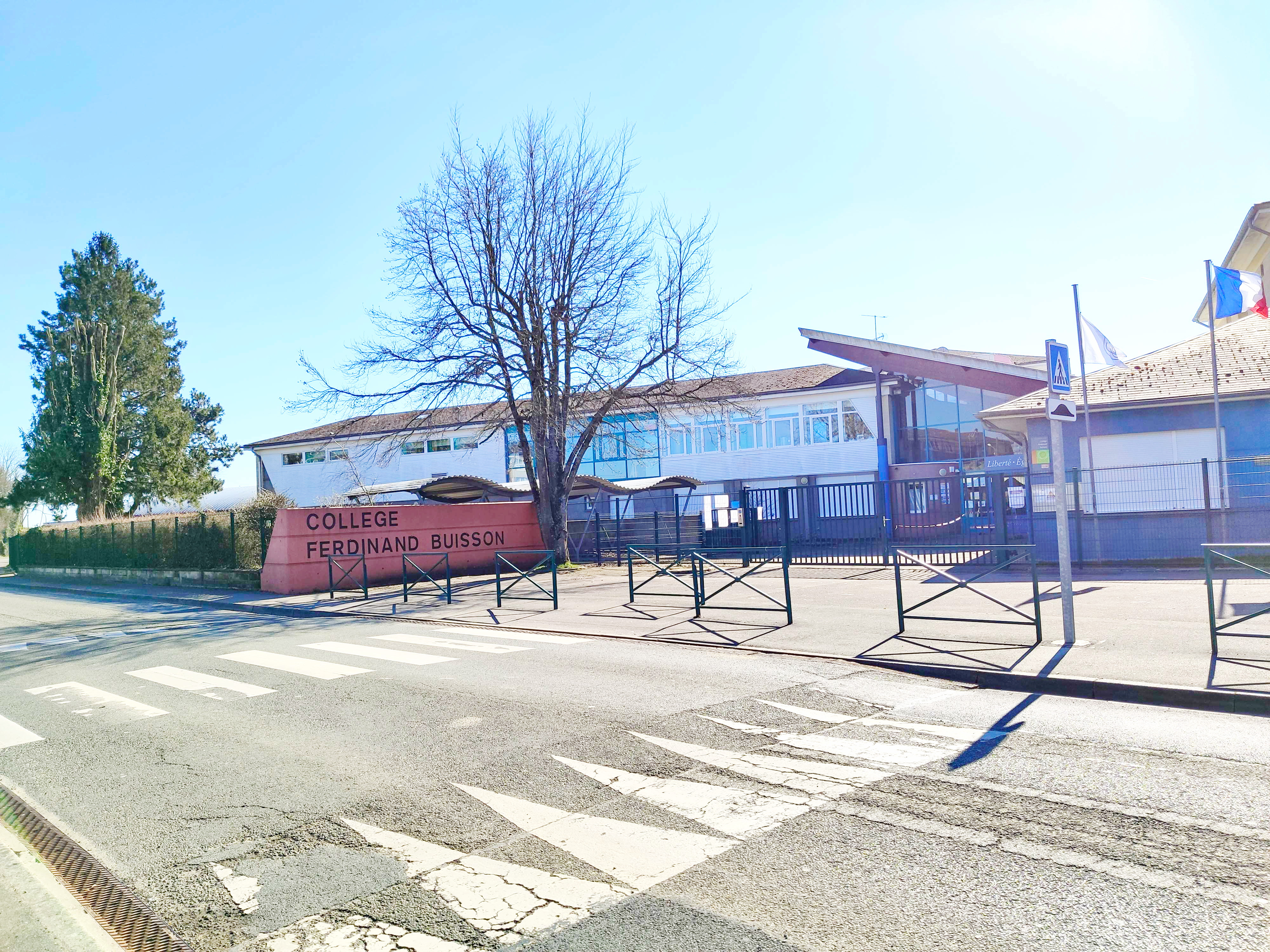
格朗维利耶的一所学校

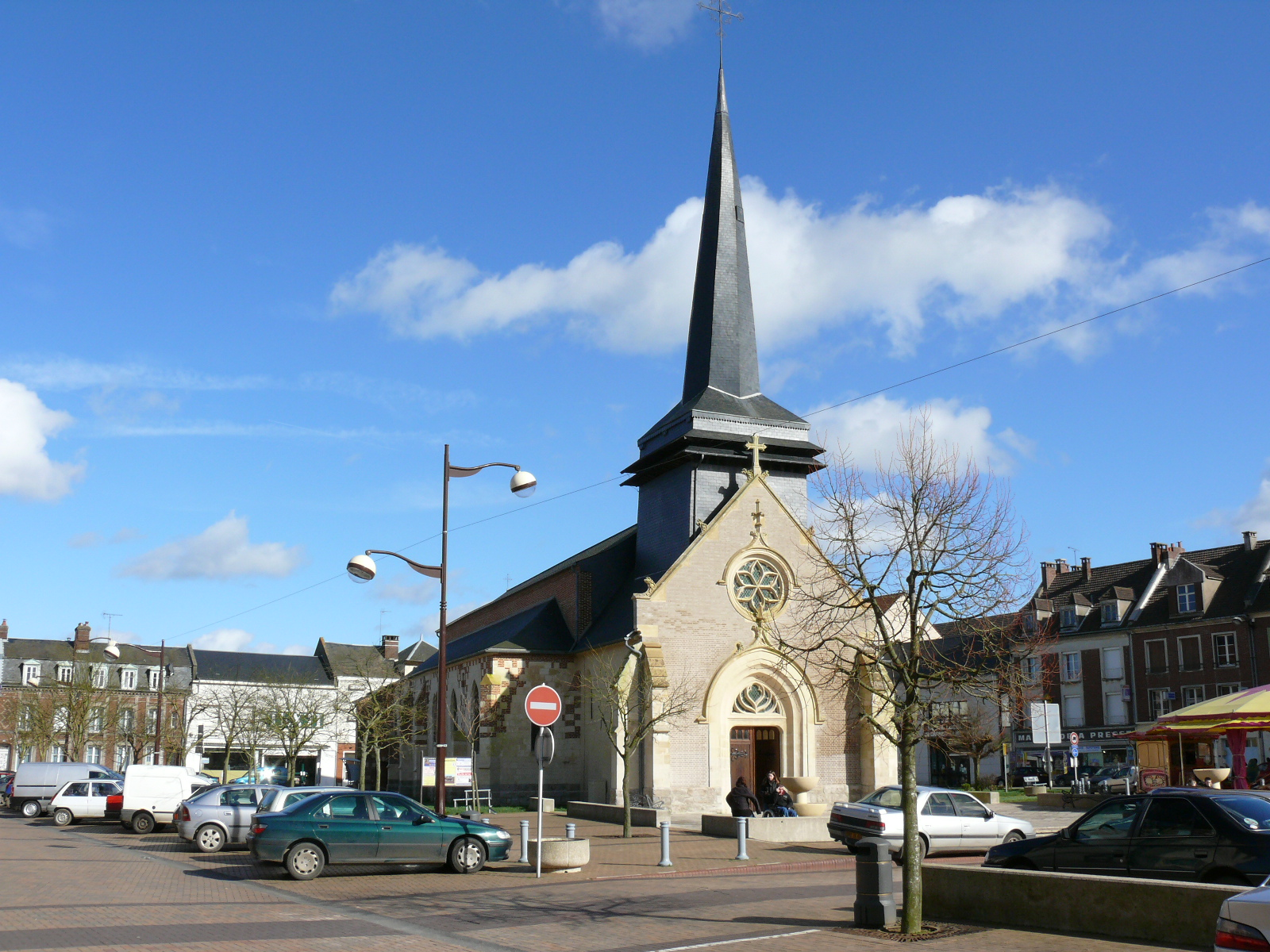
镇中心的教堂广场

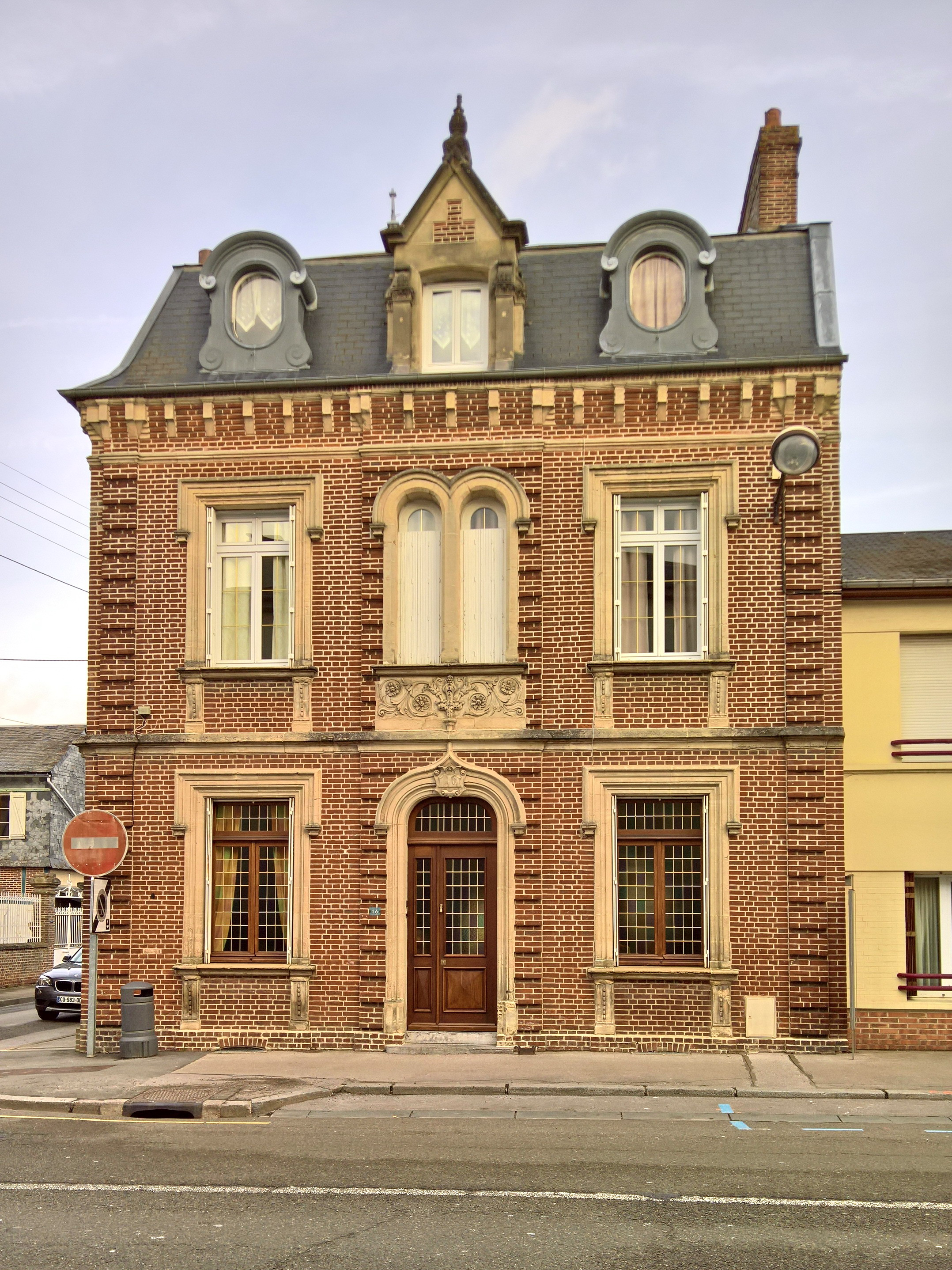
一处传统建筑

### 教育
格朗维利耶属于亚眠学区。截至2021年1月1日，格朗维利耶境内共有1所小学、1所初级中学和1所职业高中。2021至2022学年度，格朗维利耶境内共有在校中等教育阶段学生446名。

### 医疗
截至2021年1月1日，格朗维利耶境内共有全科医生5名、保健师4名、牙医1名、护士7名和助产士1名。境内共有药房2家、养老院1家。
距离格朗维利耶最近的区域性医疗机构为博韦中心医院（Centre Hospitalier de Beauvais），其主病区西蒙娜·韦伊医院（Hôpital de Simone Veil）位于博韦市区北部，距离格朗维利耶市区的正常车程大约28分钟，该院设有床位765个，是瓦兹省境内规模最大的公立综合性医院。
格朗维利耶距离亚眠-皮卡第大学中心医院的正常车程大约35分钟。

### 住房
2020年，格朗维利耶境内共有各类住房1,440套，其中64.8%为独立式居民区，35.1%为集中式居民区。常住房屋占格朗维利耶市镇范围内居民建筑总量的87.6%。
在住房保障政策方面，2022年，格朗维利耶境内共有374户家庭获得了住房经济补助，受益人数占总人口数量的14.4%，其中398份为房租补助。

### 商业
2021年，格朗维利耶境内共有各类实体商铺82家，其中餐厅11家、大型超市2家、杂货店2家、面包房3家、肉铺5家、书店1家、银行门店3家、美容美发店5家、汽车维修店7家。市区东部建有一家Intermarché大型超市。

### 体育
2021年，格朗维利耶境内共有1家游泳池、3间体育馆、1座综合体育场、5处网球场、1处马术场、2处足球或橄榄球场以及1处篮球或排球场。
截至2023年11月，格朗维利耶运动员足球俱乐部（Grandvilliers Athlétique Club Football，编号503006）是格朗维利耶境内唯一的一家注册足球俱乐部，其主队2023至2024赛季参加瓦兹省足球联赛甲组（法国第九级别），其主场为居伊·布维耶球场（Stade Guy Bouvier）。

### 环境
格朗维利耶的环境事务由其所属的绿色皮卡第市镇公共社区联合各级政府协调负责。2021年，格朗维利耶境内暂无污染企业。

### 治安
2021年，格朗维利耶市镇范围内有1处宪兵队。
格朗维利耶及其附近的共178个市镇是博韦国家宪兵队（zone gendarmerie de Beauvais）的管辖范围。2020年，该宪兵队累计记录各类案件2,651起，其中盗窃类案件1,407起，经济类案件369起，毒品交易类案件47起。

## 文化

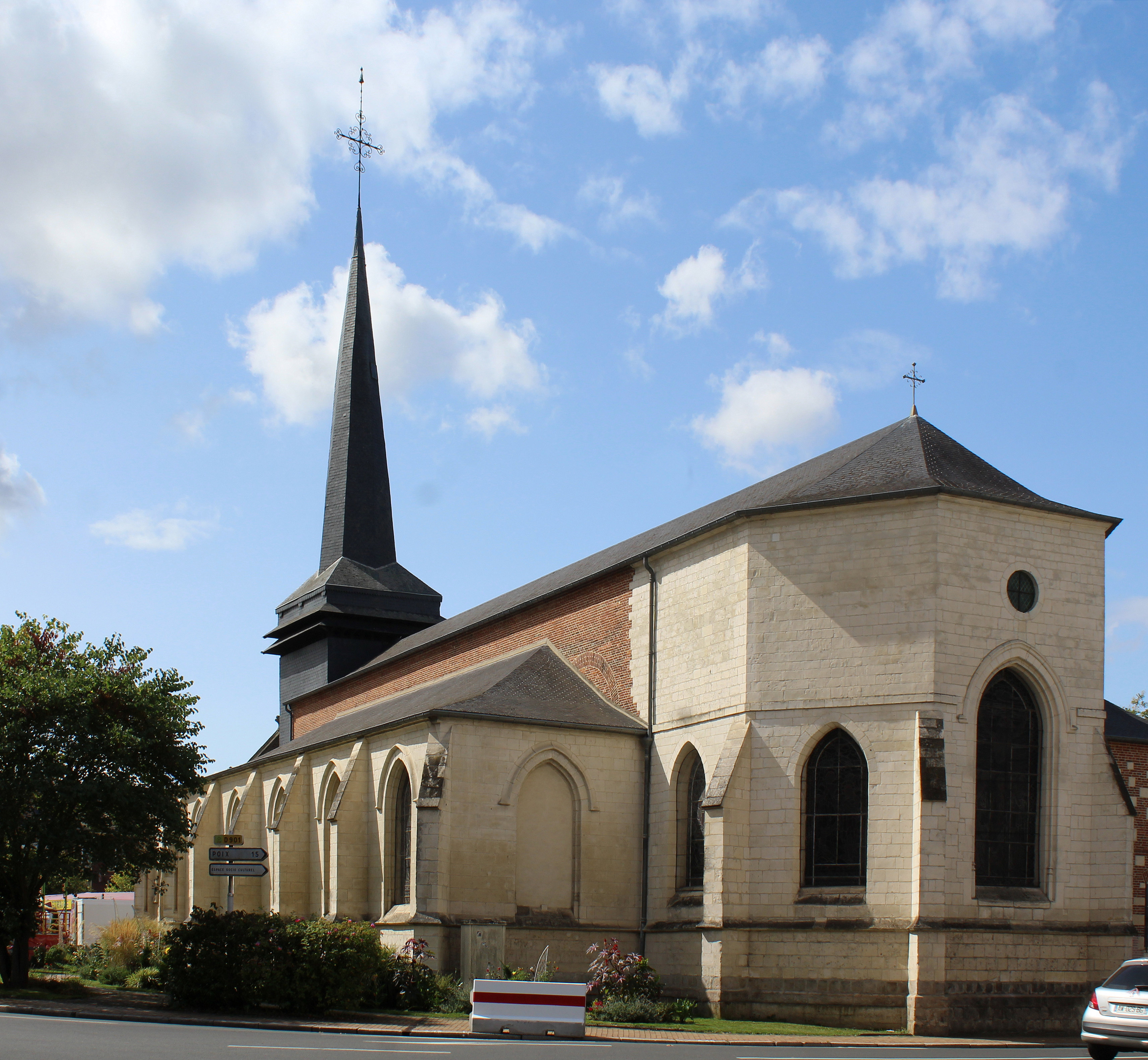
圣吉勒教堂

2021年，格朗维利耶境内暂无任何文化设施。格朗维利耶境内建有市政图书馆（Bibliothèque municipale），每周二至六向公众开放。

### 建筑
格朗维利耶境内有多处历史建筑，其中圣吉勒教堂（Église Saint-Gilles de Grandvilliers）为法国国家文物保护单位。

### 旅游
格朗维利耶的旅游事务由其所属的绿色皮卡第市镇公共社区负责。2023年，格朗维利耶境内共有1家酒店共计8间房间。

### 媒体
法国主要的媒体均可在格朗维利耶接收，法国电视三台下属的上法兰西大区频道在部分时段播出格朗维利耶所在瓦兹省的地方新闻。《皮卡第邮报》、《瓦兹周刊》、蓝色法兰西皮卡第广播等是当地的主要地方性媒体。

## 相关人物
法国数学家维克托-阿梅代·勒贝格出生于格朗维利耶。

## 友好城市
截至2023年11月，格朗维利耶共与两座城市建立了友好城市关系：
- 德国 魏恩施特拉瑟地区博肯海姆
- 爱尔兰 阿赛